# مارسيال غاراي
مارسيال غاراي (بالإسبانية: Marcial Garay) هو لاعب كرة قدم باراغواياني في مركز مهاجم ‏، ولد في 29 أبريل 1968 في انكارناسيون في باراغواي. شارك مع منتخب باراغواي لكرة القدم. أما مع النوادي، فقد لعب مع أوليمبيا أسونسيون وسبورتيفو لوكوينو ويونيون ماغدالينا.

## وصلات خارجية
- مارسيال غاراي على موقع قاعدة بيانات كرة القدم.إي يو (الإنجليزية)
- مارسيال غاراي على موقع ناشيونال فوتبول تيمز (الإنجليزية)